# Canoagem nos Jogos Olímpicos de Verão da Juventude de 2010 - Velocidade K1 feminino
As competições de velocidade K1 feminino da canoagem nos Jogos Olímpicos de Verão da Juventude de 2010 foram realizadas nos dias 21 (tomada de tempo, 1ª rodada, repescagem e 3ª rodada) e 22 de agosto (quartas-de-final, semifinais e finais) no Marina Reservoir, em Singapura. A corrida teve uma extensão de 420 metros.

## Medalhistas
| Ouro   | HUN Ramóna Farkasdi |
| Prata  | CHN Huang Jieyi     |
| Bronze | BEL Hermien Peters  |

## Tomada de tempo
| Pos. | Atleta                   | País                    | Tempo         |
| ---- | ------------------------ | ----------------------- | ------------- |
| 1    | Ramóna Farkasdi          | HUN Hungria             | 1:40.64       |
| 2    | Natalia Podolskya        | RUS Rússia              | 1:41.65       |
| 3    | Huang Jieyi              | CHN China               | 1:41.49       |
| 4    | Hermien Peters           | BEL Bélgica             | 1:42.67       |
| 5    | Joanna Bruska            | POL Polônia             | 1:43.43       |
| 6    | Aliaksandra Hryshyna     | BLR Bielorrússia        | 1:44.46       |
| 7    | María Elena Monleón      | ESP Espanha             | 1:44.69       |
| 8    | Jessica Fox              | AUS Austrália           | 1:46.15       |
| 9    | Mariya Kichasova         | UKR Ucrânia             | 1:46.77       |
| 10   | Christina Pedroso        | POR Portugal            | 1:46.79       |
| 11   | Kerry Segal              | RSA África do Sul       | 1:47.11       |
| 12   | Ida Villumsen            | DEN Dinamarca           | 1:47.22       |
| 13   | Nan Feng Wang            | SIN Singapura           | 1:49.96       |
| 14   | Manon Hostens            | FRA França              | 1:50.08       |
| 15   | Ajda Novak               | SLO Eslovênia           | 1:52.10       |
| 16   | Valentina Barrera        | ARG Argentina           | 1:58.04       |
| 17   | Ben Ismail Afef          | TUN Tunísia             | 1:59.48       |
| 18   | Pavlína Zástěrová        | CZE Chéquia             | 2:02.12       |
| 19   | Genanilze Almeida Soares | STP São Tomé e Príncipe | 2:13.88       |
| 20   | Jazmyne Denhollander     | CAN Canadá              | 2:59.49       |
|      | Viktoria Wolffhardt      | AUT Áustria             | Não completou |
|      | Kawtar Rimi              | MAR Marrocos            | Não completou |
|      | Beatriz Soares da Gama   | GBS Guiné-Bissau        | Não largou    |
|      | Nathalie Grewelding      | GER Alemanha            | Não largou    |

## 1ª rodada
As vencedores avançaram para a 3ª rodada e as perdedoras para a repescagem.
| Atleta                   | Tempo   |
| ------------------------ | ------- |
| HUN Ramóna Farkasdi      | 1:40.17 |
| CAN Jazmyne Denhollander | 2:21.85 |

| Atleta                       | Tempo   |
| ---------------------------- | ------- |
| RUS Natalia Podolskaya       | 1:41.22 |
| STP Genanilze Almeida Soares | 2:19.89 |

| Atleta                | Tempo   |
| --------------------- | ------- |
| CHN Huang Jieyi       | 1:42.66 |
| CZE Pavlína Zástěrová | 2:00.73 |

| Atleta              | Tempo   |
| ------------------- | ------- |
| BEL Hermien Peters  | 1:44.99 |
| TUN Ben Ismail Afef | 2:02.07 |

| Atleta                | Tempo   |
| --------------------- | ------- |
| POL Joanna Bruska     | 1:43.12 |
| ARG Valentina Barrera | 1:59.02 |

| Atleta                   | Tempo   |
| ------------------------ | ------- |
| BLR Aliaksandra Hryshyna | 1:46.21 |
| SLO Ajda Novak           | 1:51.89 |

| Atleta                  | Tempo   |
| ----------------------- | ------- |
| ESP María Elena Monleón | 1:44.69 |
| FRA Manon Hostens       | 1:49.59 |

| Atleta            | Tempo   |
| ----------------- | ------- |
| AUS Jessica Fox   | 1:46.54 |
| SIN Nan Feng Wang | 1:50.14 |

| Atleta               | Tempo   |
| -------------------- | ------- |
| UKR Mariya Kichasova | 1:46.75 |
| DEN Ida Villumsen    | 1:48.65 |

| Atleta                | Tempo   |
| --------------------- | ------- |
| RSA Kerry Segal       | 1:45.66 |
| POR Christina Pedroso | 1:47.64 |

## 2ª rodada (repescagem)
Os seis melhores tempos avançaram para a 3ª rodada.
| Atleta                   | Tempo   |
| ------------------------ | ------- |
| POR Christina Pedroso    | 1:46.65 |
| CAN Jazmyne Denhollander | 2:15.21 |

| Atleta                       | Tempo   |
| ---------------------------- | ------- |
| DEN Ida Villumsen            | 1:47.31 |
| STP Genanilze Almeida Soares | 2:15.21 |

| Atleta              | Tempo   |
| ------------------- | ------- |
| FRA Manon Hostens   | 1:49.82 |
| TUN Ben Ismail Afef | 1:57.33 |

| Atleta                | Tempo   |
| --------------------- | ------- |
| SIN Nan Feng Wang     | 1:49.20 |
| CZE Pavlína Zástěrová | 2:00.02 |

Repescagem 5
| Atleta                | Tempo   |
| --------------------- | ------- |
| SLO Ajda Novak        | 1:51.34 |
| ARG Valentina Barrera | 1:57.94 |

## 3ª rodada
As vencedoras avançaram para as quartas-de-final.
| Atleta              | Tempo   |
| ------------------- | ------- |
| HUN Ramóna Farkasdi | 1:39.65 |
| TUN Ben Ismail Afef | 2:04.25 |

| Atleta                 | Tempo   |
| ---------------------- | ------- |
| RUS Natalia Podolskaya | 1:41.85 |
| SLO Ajda Novak         | 1:54.22 |

| Atleta            | Tempo   |
| ----------------- | ------- |
| CHN Huang Jieyi   | 1:42.78 |
| FRA Manon Hostens | 1:51.32 |

| Atleta            | Tempo   |
| ----------------- | ------- |
| POL Joanna Bruska | 1:43.21 |
| SIN Nan Feng Wang | 1:53.13 |

| Atleta                  | Tempo   |
| ----------------------- | ------- |
| ESP María Elena Monleón | 1:45.95 |
| DEN Ida Villumsen       | 1:48.40 |

| Atleta               | Tempo   |
| -------------------- | ------- |
| BEL Hermien Peters   | 1:43.27 |
| UKR Mariya Kichasova | 1:46.00 |

| Atleta                | Tempo   |
| --------------------- | ------- |
| RSA Kerry Segal       | 1:46.38 |
| POR Christina Pedroso | 1:48.35 |

| Atleta                   | Tempo   |
| ------------------------ | ------- |
| BLR Aliaksandra Hryshyna | 1:45.27 |
| AUS Jessica Fox          | 1:46.60 |

## Quartas-de-final
As vencedoras avançaram para as semifinais.
| Atleta              | Tempo   |
| ------------------- | ------- |
| HUN Ramóna Farkasdi | 1:44.14 |
| RSA Kerry Segal     | 1:52.97 |

| Atleta                  | Tempo         |
| ----------------------- | ------------- |
| ESP María Elena Monleón | 1:46.35       |
| RUS Natalia Podolskaya  | Não completou |

| Atleta                   | Tempo   |
| ------------------------ | ------- |
| CHN Huang Jieyi          | 1:42.71 |
| BLR Aliaksandra Hryshyna | 1:45.94 |

| Atleta             | Tempo   |
| ------------------ | ------- |
| BEL Hermien Peters | 1:44.52 |
| POL Joanna Bruska  | 1:44.58 |

## Semifinais
Os vencedores avançaram para a final e os pededores para a disputa do bronze.
| Atleta                  | Tempo   |
| ----------------------- | ------- |
| CHN Huang Jieyi         | 1:43.78 |
| ESP María Elena Monleón | 1:50.50 |

| Atleta              | Tempo   |
| ------------------- | ------- |
| HUN Ramóna Farkasdi | 1:41.42 |
| BEL Hermien Peters  | 1:53.49 |

## Finais
| Pos.             | Atleta              | Tempo   |
| ---------------- | ------------------- | ------- |
| Medalha de ouro  | HUN Ramóna Farkasdi | 1:41.26 |
| Medalha de prata | CHN Huang Jieyi     | 1:44.73 |

| Pos.              | Atleta                  | Tempo   |
| ----------------- | ----------------------- | ------- |
| Medalha de bronze | BEL Hermien Peters      | 1:46.76 |
| 4                 | ESP María Elena Monleón | 1:49.11 |